# Noc w muzeum
Noc w muzeum (ang. Night at the Museum) – amerykańska komedia fantastyczna z 2006 roku w reżyserii Shawna Levy’ego. Film nakręcono w Santa Clarita w Kalifornii i w Nowym Jorku (USA) oraz w Vancouver (Kanada).

## Obsada
| Aktor | Postać                     | Dubbing               |
| --- | -------------------------- | --------------------- |
| Ben Stiller | Larry Daley                | Piotr Adamczyk        |
| Robin Williams | Theodore Roosevelt         | Tadeusz Kwinta        |
| Carla Gugino | Rebecca Hutman             | Lucyna Malec          |
| Dick Van Dyke | Cecil Fredericks           | Włodzimierz Bednarski |
| Mickey Rooney | Gus                        | Stanisław Brudny      |
| Bill Cobbs | Reginald                   | Jacek Czyż            |
| Jake Cherry | Nick Daley                 | Kajetan Lewandowski   |
| Kim Raver | Erica Daley                | Elżbieta Jędrzejewska |
| Ricky Gervais | Dyrektor McPhee            | Mirosław Konarowski   |
| Charles Q. Murphy | Taksówkarz                 | Marcin Troński        |
| Brad Garrett | Głowa z Wyspy Wielkanocnej | Marcin Troński        |
| Steve Coogan | Oktawian                   | Krzysztof Banaszyk    |
| Paul Rudd | Dan                        | Janusz Wituch         |
| Rami Malek | Ahkmenrah                  | Modest Ruciński       |
| Mizuo Peck | Sacajawea                  | Kamilla Baar          |
| Owen Wilson | Jedediah Smith             | Jan Aleksandrowicz    |
| Patrick Gallagher | Attyla                     | –                     |
| Randy Lee | Hun nr 1                   | –                     |
| Darryl Quon | Hun nr 2                   | –                     |
| Gerald Wong | Hun nr 3                   | –                     |
| Pierfrancesco Favino | Krzysztof Kolumb           | –                     |
| Kerry van der Griend | Neandertalczyk nr 1        | –                     |
| Dan Rizzuto | Neandertalczyk nr 2        | –                     |
| Matthew Harrison | Neandertalczyk nr 3        | –                     |
| Jody Racicot | Neandertalczyk nr 4        | –                     |
| Martin Christopher | Meriwether Lewis           | –                     |
| Martin Sims | William Clark              | –                     |
| Opracowanie i udźwiękowienie wersji polskiej: Studio Sonica Nagrań dokonano w: Studio Mafilm Audio w Budapeszcie Reżyseria: Miriam Aleksandrowicz Dialogi polskie: Dariusz Dunowski Dźwięk i montaż: Gergely Illés, György Fék, Jacek Osławski Organizacja produkcji: Aleksandra Dobrowolska W pozostałych rolach: Anna Apostolakis, Jolanta Zykun, Tomasz Kozłowicz i inni |                            |                       |

## Fabuła
Pechowy marzyciel Larry Daley, którego niestworzone idee nigdy nie zaprocentowały, pilnie potrzebuje pracy. Zrezygnowany przyjmuje mało ambitną posadę stróża nocnego w Muzeum Historii Naturalnej. Podczas pierwszej zmiany Larry odkrywa magiczną moc tablicy Ahkmenraha, która sprawia, że zgromadzone w muzeum eksponaty ożywają, a wśród nich: Theodore Roosevelt, Tyranozaur (zwany Reksio), Dexter (małpka kapucynka), Głowa z Wyspy Wielkanocnej, Faraon Ahkmenrah, wypchane zwierzęta prehistoryczne, miniatury ukazujące wielkie bitwy historii i figury przedstawiające słynne postacie historyczne, które wprowadzają w muzeum spore zamieszanie. Larry musi zrobić wszystko, aby odzyskać kontrolę nad muzeum. W obliczu groźby utraty pracy i kolejnego zawodu uczynionego swemu synowi Nickowi, Larry decyduje się stoczyć bitwę z byłymi strażnikami którzy próbują ukraść tablice ożywiającą eksponaty, mając nadzieję, że wreszcie okaże się tak wspaniałym ojcem, jakim zawsze chciał być.